# Черствіння

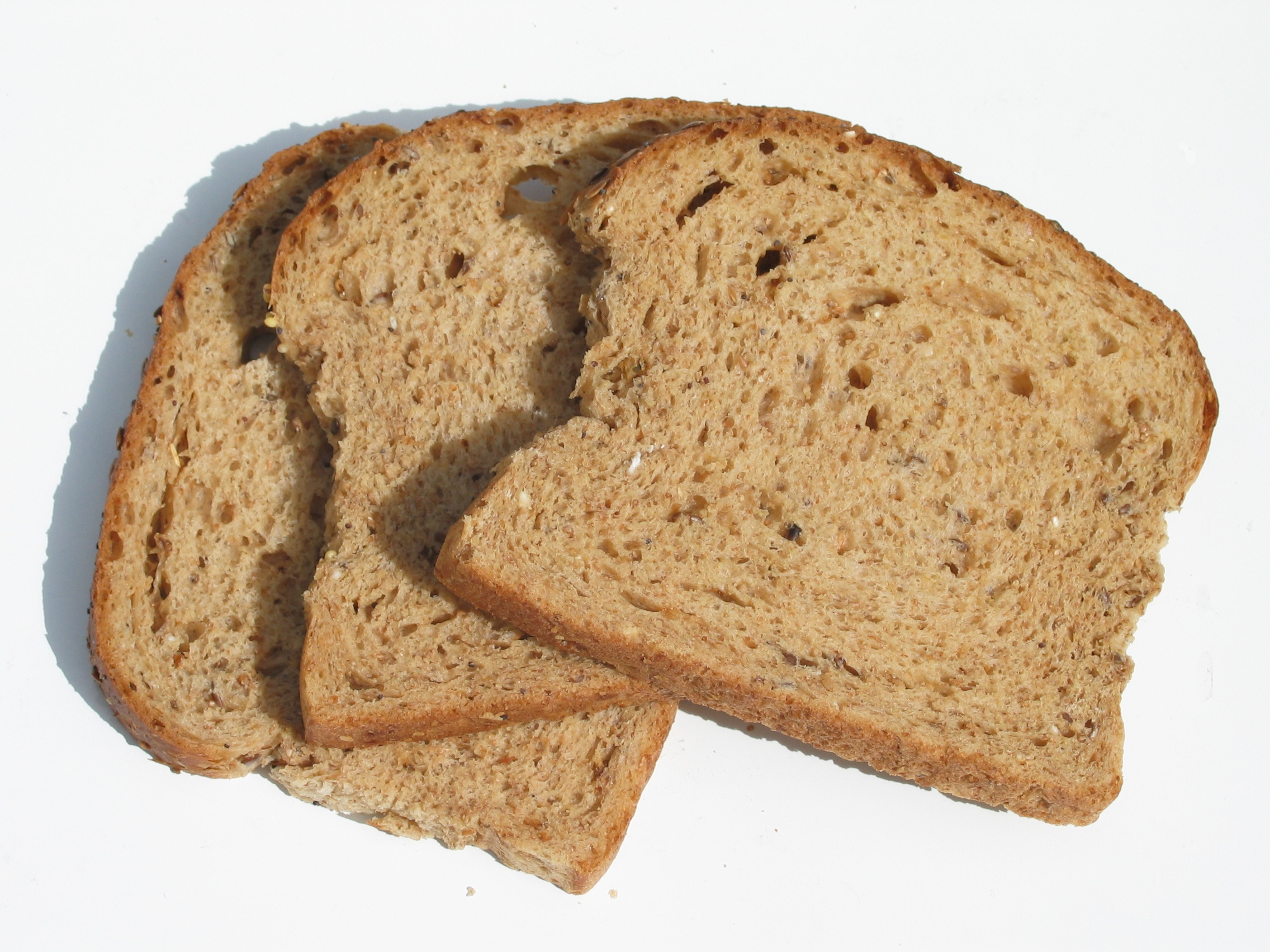
Черствий хліб

Черствіння, зачерствіння — хімічний та фізичний процес, відбувається з хлібом та іншими продуктами харчування, що знижує їхню смакову привабливість. Черствий хліб є сухим та жорстким.

## Механізм та ефекти
Черствіння, попри загальні уявлення, не є просто процесом висихання через випаровування. Хліб зачерствіє навіть у вологому середовищі, і цей процес найактивніше відбувається за температури ледь вище 0 °C. Хліб, який зберігають в холодильнику, черствітиме значно швидше, тому його варто зберігати за кімнатної температури. Однак, замороження відтерміновує ріст цвілі та продовжує термін придатності хліба.
Одним з важливих механізмів є міграція вологи з гранул крохмалю до проміжного простору, що призводить до ретроградації крохмалю. Молекули амілози та амілопектину крохмалю перегруповуються, призводячи до рекристалізації. Внаслідок цього хліб набуває жорсткої структури. Крім цього, він втрачає свій приємний «свіжий» смак, більш того, часто вбирає сторонні неприємні запахи, особливо, якщо його зберігають з іншими продуктами, як, наприклад, у холодильнику.

## Протидія
Серед речовин, що протидіють черствінню хліба, є: глютен, ферменти та гліцероліпіди, здебільшого моногліцериди та дигліцериди.

## Застосування в кулінарії
Власне черствий хліб є важливим інгредієнтом багатьох страв, деякі з яких було створено саме через необхідність терміново використати хліб, що лише почав черствіти, поки той не став зовсім неїстівним. Приклади таких страв: хлібний пудинг, хлібний соус, хлібний суп, скордалія, гарбюр, фондю, фаттуш, грінки, гаспачо, хаслет, водзьонка, французький тост, хлібні галушки та фламмадідл.
У кухні середньовіччя скибки черствого хліба використовували в ролі тарілок, які називали тренчерами.

## Знечерствлювання
Черствий хліб піддяється частковому відновленню шляхом нагрівання до 60 °C у мікрохвильовій чи звичайній печі. Однак, якщо його не спожити, поки він ще теплий та вологий, хліб набуває ще гіршого стану, аніж до відновлення, через втрату вологи.